# Stefano Santuz
Stefano Santuz (Maniago, 27 settembre 1964) è un dirigente sportivo ed ex pallavolista italiano.
Giocava nel ruolo di palleggiatore.

## Carriera
Inizia l'attività nella squadra della sua città, Maniago. Nel prosieguo della carriera gioca per nove stagioni a Udine e per cinque a Brescia; quindi negli anni conclusivi a Padova – sia nel Petrarca sia nel Sempre Padova –, Treviso – dove vincerà sia a livello nazionale sia internazionale – e Mezzolombardo.
Chiusa la carriera da pallavolista, passa a ricoprire il ruolo di direttore sportivo nel Padova.

## Palmarès

### Competizioni nazionali
- Campionato italiano: 2

Treviso: 1997-98, 1998-99
- Supercoppa italiana: 1

Treviso: 1998

### Competizioni internazionali
- Coppa CEV: 1

Treviso: 1997-98
- Coppa dei Campioni: 1

Treviso: 1998-99